# 池田多惠子
池田多惠子（日语：／ Ikeda Taeko，11月29日—），日本漫畫家。女性。出生於靜岡縣靜岡市。
首次亮相作品是（發表於《CiaoDX》1990年新年號）。
《飛天少女豬》於1994年10月號至1995年8月號在《Ciao》上連載，與同名電視動畫同時進行。
此後，直至2000年代，她一直活躍於小學館學年別學習雜誌上。

## 作品列表
- （1992年—1993年，《別冊瑪格莉特（日语：別冊マーガレット）》，全3冊）
- （1994年，《Ciao》，全1冊）
- 飛天少女豬（1994年—1995年，《Ciao》，全3冊）
- 七月革命!!（1995年，《Ciao》，全1冊）
- （1996年，《月刊MEGU》，全1冊）
- （1997年，《Ciao》，全1冊）
- （1999年，《小學四年級（日语：小学館の学年別学習雑誌）》，全1冊）
- （2003年，《小學三年級（日语：小学館の学年別学習雑誌）》，全1冊）
- （2005年，《小學三年級》，未出單行本）
- （2006年，《小學四年級》，未出單行本）
- （2007年，《小學四年級》，未出單行本）
- 花漾明星KIRARIN 特別篇（2006年—2009年，《小學二年級（日语：小学館の学年別学習雑誌）》—《小學四年級（日语：小学館の学年別学習雑誌）》，〈瓢蟲漫畫（日语：てんとう虫コミックス） SPECIAL〉，全6冊）（原作：中原杏）
- 戀愛班長（2009年，《小學二年級》，未出單行本）（原作：西村朋子（日语：にしむらともこ））
- （2009年，《小學三年級》，未出單行本）

## 漫畫《飛天少女豬》和動畫《飛天少女豬》的關係
《飛天少女豬》動畫版與1993年《CiaoDX》秋季增刊號裡刊登的（收錄於）同時製作。因此，雖然漫畫《飛天少女豬》被視為「具有原作權利的漫畫版本」，但在動畫開始播放後，它與森真理的的相似性就成了問題，於是就定義為原案。